# キャロリン・ジョーンズ (政治家)
キャロリン・ジョーンズ（Carolyn Jones）は、カナダの政治家。サスカチュワン新民主党所属。1999年から2003年までサスカチュワン州議会の議員を務めた。選出選挙区はサスカトゥーン・ミーワシン。